# Gonia setigera
Gonia setigera là một loài ruồi trong họ Tachinidae.